# 耳底記
耳底記是日本江戶時代初期的歌論書。
全書共3卷73回，由細川藤孝口述，烏丸光廣筆錄，以問答形式記錄由慶長三年（1598年）8月4日（日本舊曆）至七年（1602年）12月30日期間，二人有關和歌創作的討論，例如和歌的本質、正風體、修辭方式等等。由於內容直接記錄二人的對談，不加修飾，因此顯得零碎。